# Ndre Mjeda

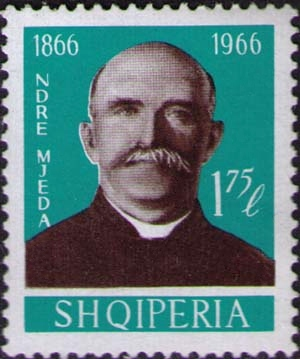
Ndre Mjeda auf einer albanischen Briefmarke von 1966

Ndre Mjeda (* 20. November 1866 in Shkodra, Albanien; † 1. August 1937 ebenda) war ein albanischer Kleriker und Dichter von der Familie Mjeda. Er war beeinflusst durch den Schriftsteller Anton Xanoni und den Dichter Leonardo De Martino.
Von 1880 bis 1887 studierte Mjeda Literatur im Kartäuserkloster Porta Coeli in Valencia, Rhetorik, Latein und Italienisch in Kroatien an einer Jesuitenhochschule, an der Universität Gregoriana in Rom und an einer anderen Hochschule in Chieri. Neben dem Studium begann Mjeda albanische Lyrik zu schreiben. Einige seiner bekanntesten Gedichte sind Vaji i Bylbylit (Die Klage der Nachtigall) (1887) und Vorri i Skanderbegut (Skanderbegs Grab).
Von 1887 bis 1891 studierte Mjeda auch Musik an der Hochschule von Marco Girolamo Vida in Cremona und übersetzte religiöse Literatur. Er veröffentlichte Jeta e sceitit SC 'Gnon Berchmans (Das Leben von Jan Berchmans) (1888), und T' perghjamit e Zojs Bekume (Imitation der Heiligen Jungfrau) (1892), eine Übersetzung aus dem Spanischen, Katekizmi i Madh (The Great Katechismus), eine weitere Übersetzung, und e Historia Shejtë (Heilige Geschichte).
Mjeda studierte später Theologie an der Jesuitenhochschule in Krakau, Polen, und lehrte Philosophie, Philologie, Logik und Metaphysik an der Hochschule in Kraljevica, wo er auch Bibliothekar war. 1898 wurde er nach einem Konflikt zwischen Österreich-Ungarn und dem Vatikan ausgewiesen.

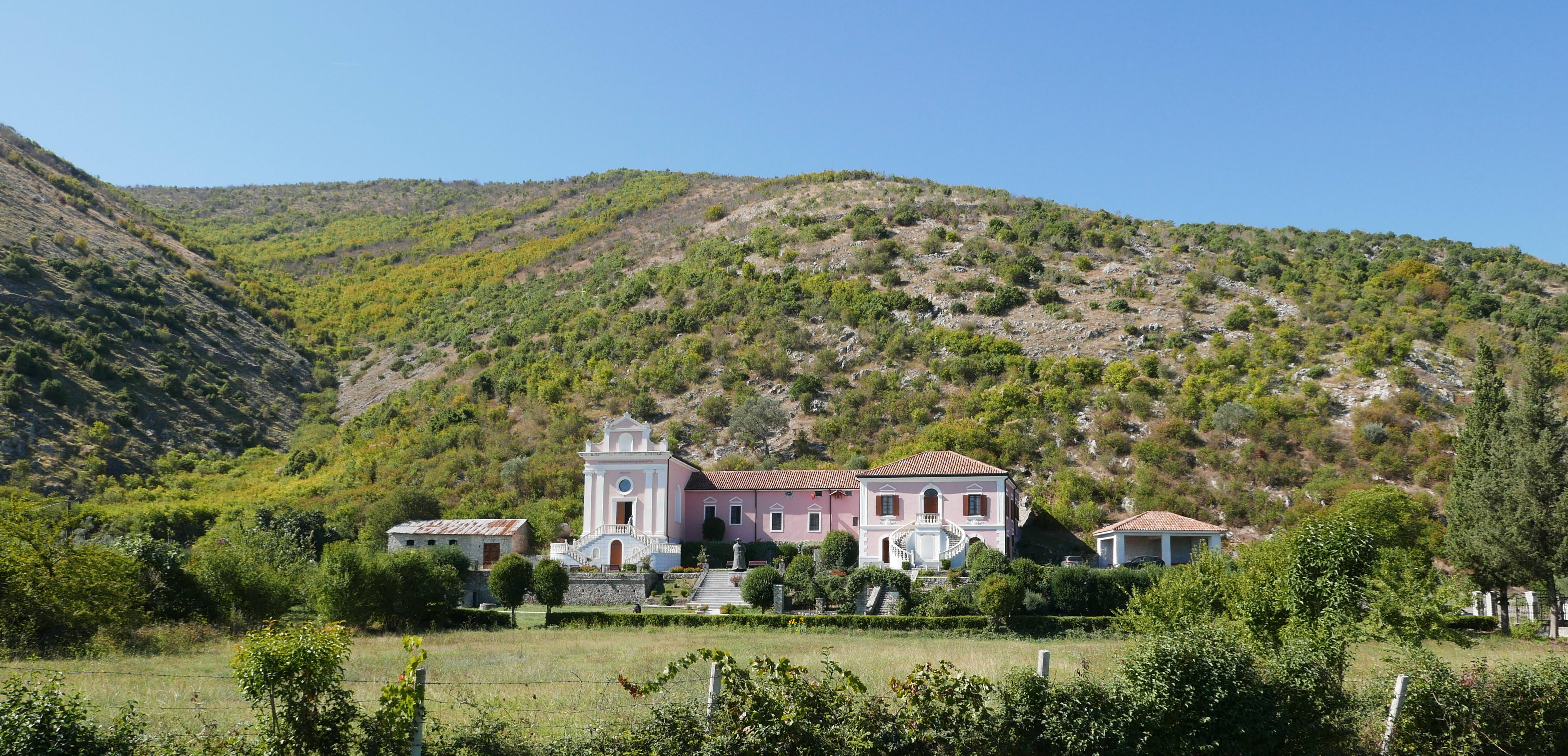
Ndre Mjeda gewidmetes Museum in der ehemaligen Kirche von Kukël

Mjeda war als Mitglied der Literarischen Kommission in Shkodra und als Stellvertreter in der Nationalversammlung von Albanien tätig. Er verließ die Politik nach Fan Nolis Niederlage und dem Aufstieg von König Zog. Er diente dann als Pfarrer in Kukël und lehrte bis zu seinem Tod albanische Sprache und Literatur an der Jesuitenhochschule in Shkodra.